# Emilio Cinense y Abera
Emilio Cinense y Abera (* 2. September 1911 in Guimba, Nueva Ecija; † 5. Mai 1978) war ein philippinischer römisch-katholischer Geistlicher zwischen 1957 und 1975 Bischof von San Fernando sowie anschließend von 1975 bis zu seinem Tod 1978 erster Erzbischof von San Fernando.

## Leben
Cinense y Abera wurde am 6. April 1935 zum Priester geweiht und war anschließend über zwanzig Jahre als Geistlicher tätig.
Am 15. März 1957 wurde er als Nachfolger von Cesare Marie Guerrero zum Bischof von San Fernando ernannt und empfing zwei Monate später am 11. Mai 1957 seine Bischofsweihe durch den Apostolischen Nuntius auf den Philippinen, Egidio Vagnozzi. Mitkonsekratoren waren Alejandro Olalia, Bischof von Lipa, sowie Hernando Antiporda, Weihbischof im Erzbistum Manila. Er nahm zwischen 1962 und 1965 als Konzilsvater an allen Sitzungsperioden des Zweiten Vatikanischen Konzils teil.
Nachdem mit der Apostolischen Konstitution Aptam Ecclesiarum das Bistum am 17. März 1975 in den Rang eines Metropolitanerzbistums erhoben wurde, wurde Cinense y Abera dessen erster Erzbischof. Das Amt des Erzbischofs übte er bis zu seinem Tod am 5. Mai 1978 aus. Nachfolger wurde am 22. Mai 1978 der bisherige Weihbischof im Erzbistum Manila Oscar V. Cruz.
Während seiner Amtszeit als Bischof wirkte er als Mitkonsekrator bei den Bischofsweihen von Jesus J. Sison 1963, Mariano Gaviola y Garcés 1963 sowie Celso N. Guevarra 1972 mit. Darüber hinaus spendete er 1972 dem späteren Bischof von Balanga und heutigen Bischof von Cubao, Honesto Ongtioco, die Priesterweihe.